# Dealey Plaza
Dealey Plaza (pronuncia Ipa: Dili Plaza) è una piazza nello storico distretto West End, nella parte nord-occidentale della città di Dallas, divenuta famosa per essere stato il luogo in cui fu assassinato il presidente John F. Kennedy il 22 novembre 1963.

## Storia
Il parco fu terminato nel 1940 alla periferia ovest di Dallas al centro di tre vie: Main Street, Elm Street e Commerce Street, che convergono ad un sottopasso della ferrovia. Fu chiamato così in onore di George Bannerman Dealey (1859-1946), un editore del The Dallas Morning News e sindaco della città che aveva operato per lo sviluppo dell'area.
Dealey Plaza è storicamente conosciuta come il luogo del primo tempio massonico (ora distrutto) ed evidenziato da un'epigrafe, mentre i monumenti in Dealey Plaza sono dedicati a uomini illustri della città e antecedenti al 1963. Il monumento in onore del presidente Kennedy è un cenotafio locato in un altro isolato.
Il Dealey Plaza è circondato da edifici, tra questi quello che fu il Texas School Book Depository, da cui, secondo la Commissione Warren e la HSCA, Lee Harvey Oswald sparò e uccise John F. Kennedy. C'è anche una collinetta erbosa a nord ovest, da cui, secondo la HSCA, con alta probabilità un secondo uomo sparò e mancò il Presidente il 22 novembre del 1963.
A ovest c'è il famoso sottopasso che imboccò la Lincoln a tutta velocità per trasportare JFK in ospedale. I turisti che visitano Dallas, visitano anche il luogo dell'assassinio e il Sixth Floor Museum che occupa i primi due piani del famoso deposito. Dal 1989 oltre 5 milioni di persone hanno visitato il museo.
Lo United States National Park Service ha riconosciuto il Dealey Plaza come "Posto Storico nazionale" nel 1993. Di conseguenza nulla fu più cambiato o ricostruito nella zona adiacente. Tutto è pressoché fermo a quegli anni (una piccola lapide commemorativa ricorda l'evento), in grande contrasto con gli edifici ultra-moderni di Dallas che spiccano all'orizzonte. Negli ultimi quarant'anni Elm Street è stata ripavimentata diverse volte; i cespugli, gli alberi e le siepi sono cresciuti; sono stati aggiunti lampioni; i cartelli stradali sono stati rimossi e ricollocati o sostituiti.
Verso la fine del 2003 è stato approvato un nuovo piano regolatore, per riportare il Dealey Plaza esattamente com'era il 22 novembre del 1963. Nel 2004 gli elettori hanno approvato 500000 $ dei 3000000 $ necessari.